# 로카팔라

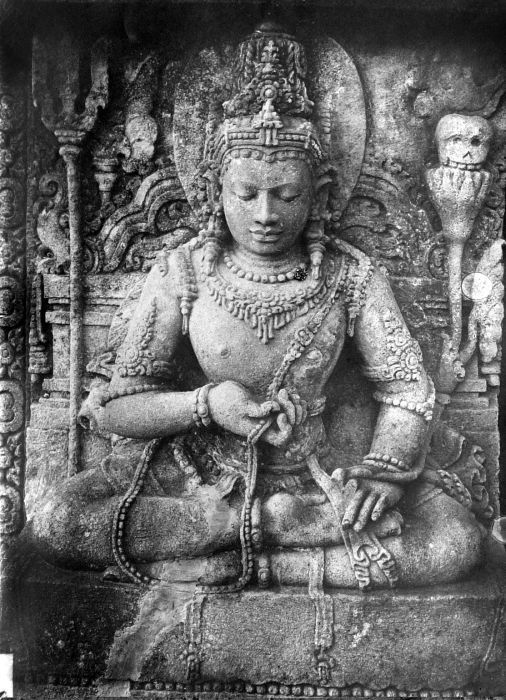
9세기 힌두교 로카팔라 데바타, 방위의 수호자, 시바 신전 벽면, 프람바난, 자와섬, 인도네시아.

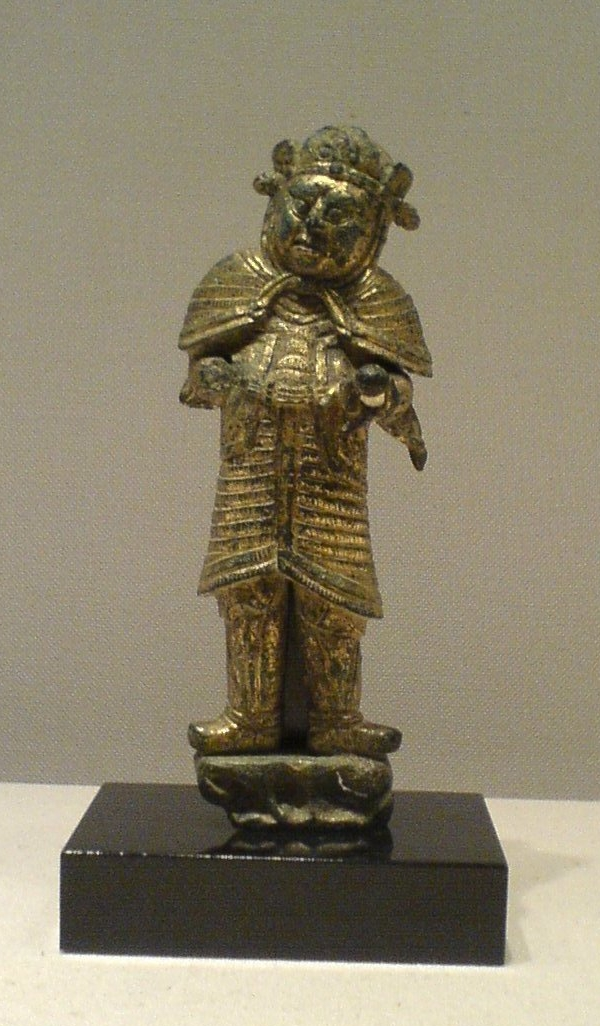
로카팔라 한국 조각상

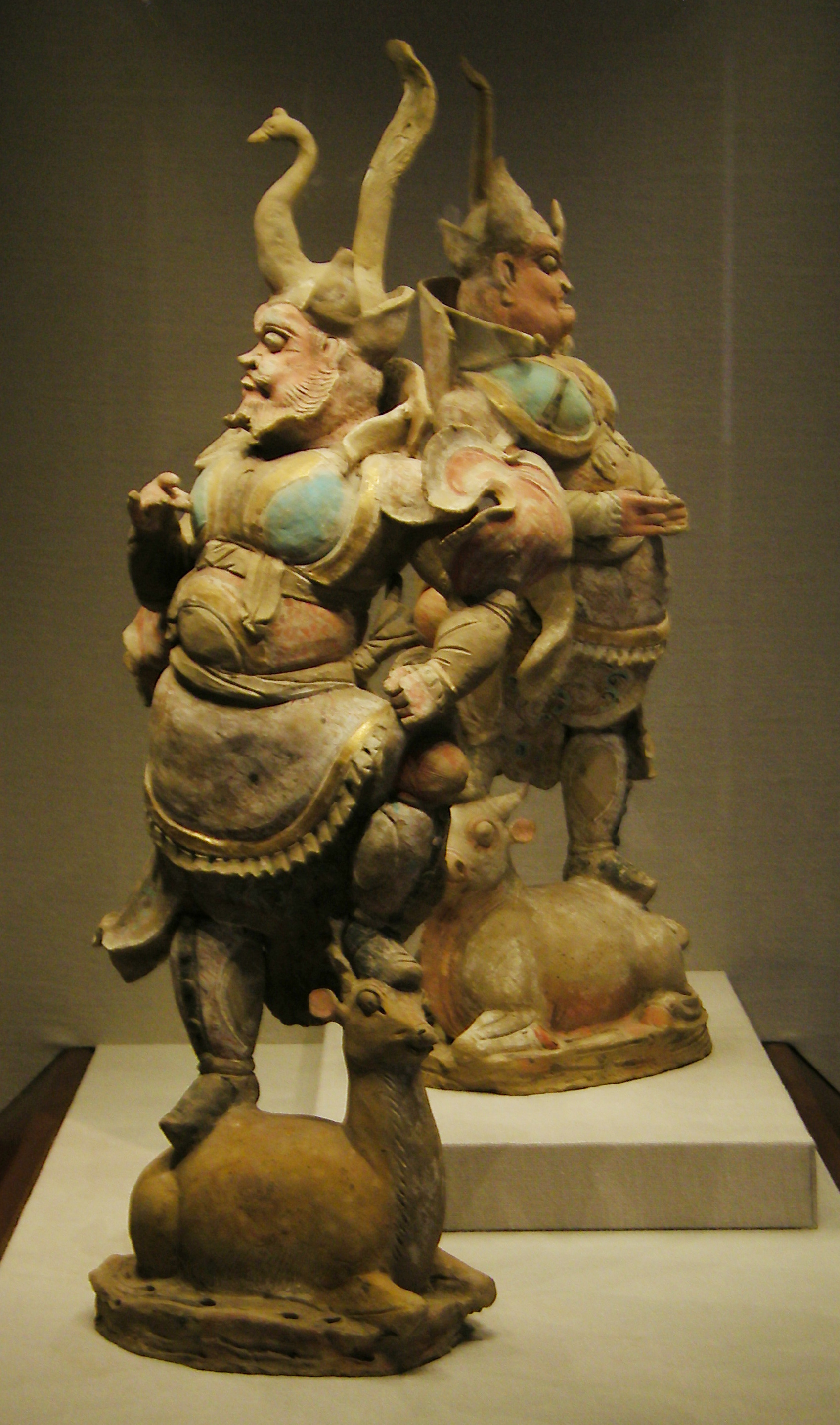
두 당나라 로카팔라 조각상

로카팔라(산스크리트어: लोकपाल)는 산스크리트어, 팔리어, 표준 티베트어로 "세상의 수호자"를 뜻하며, 힌두교 또는 불교 맥락에서 발견되는지에 따라 다른 용도로 사용된다. 힌두교에서 로카팔라는 여덟, 아홉, 열 방위와 관련된 방위의 수호자를 지칭한다. 불교에서 로카팔라는 사천왕과 다른 수호신을 지칭하며, 방위의 수호자는 디크팔라로 지칭된다.

## 힌두교에서
힌두교에서 방위의 수호자는 디크팔라라고 불린다. 주요 네 수호자는 다음과 같다:
1. 쿠베라 (북쪽)
2. 야마 (남쪽)
3. 인드라 (동쪽)
4. 바루나 (서쪽)

## 불교에서
불교에서 로카팔라는 두 가지 넓은 범주의 호법신 중 하나이며, 다른 범주는 지혜의 수호신이다. 중국에서는 "각각 특정 방향과 중국 천문/점성술의 네 가지 사신수와 관련되어 있으며, 농촌 공동체에서 작물을 위한 좋은 날씨와 평화를 보장하는 보다 세속적인 역할을 수행한다... 갑옷과 부츠로 쉽게 식별되며, 각각 고유한 마법 무기와 관련이 있다." 그들의 이름은 (동쪽) 지국천왕, (서쪽) 광목천왕, (북쪽) 다문천왕, (남쪽) 증장천왕이다.
티베트 불교에서 이러한 세속적인 수호신들 중 많은 수는 파드마삼바바 또는 다른 위대한 아데프들에 의해 굴복되고 수도원, 지리적 지역, 특정 전통 또는 일반적으로 불교의 수호자로서 맹세에 묶인 토착 티베트 신, 산신, 악마, 정령 또는 유령이다. 이 세속적인 수호자들은 수도원이나 불교 수행자를 물질적으로 돕고 수행의 장애물을 제거하기 위해 소환되고 공양된다. 그러나 그들은 윤회적인 존재로 간주되므로 숭배되거나 귀의의 대상으로 간주되지 않는다.
천불도시의 삼장법사 사마나 쉬안 화에 따르면, 이 모든 존재들은 능엄주에서 소환(끌어들이고 소집)되고 (제압되어) 법과 그 수행자를 보호하도록 권고된다.

## 더 읽어보기
- Kalsang, Ladrang (1996) The Guardian Deities of Tibet Delhi: Winsome Books. (Third Reprint 2003) ISBN 81-88043-04-4
- Linrothe, Rob (1999) Ruthless Compassion: Wrathful Deities in Early Indo-Tibetan Esoteric Buddhist Art  London: Serindia Publications. ISBN 0-906026-51-2
- De Nebesky-Wojkowitz, Rene. (1956) Oracles and Demons of Tibet. Oxford University Press. Reprint Delhi: Books Faith, 1996 - ISBN 81-7303-039-1. Reprint Delhi: Paljor Publications, 2002- - ISBN 81-86230-12-2